# Katharina Schratt

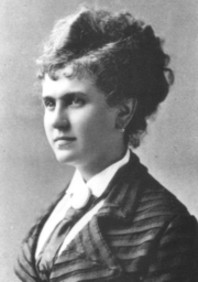
Katharina Schratt

Katharina Schratt (Baden bei Wien, 11 september 1853 - Wenen, 17 april 1940) was een Oostenrijks actrice en de langjarige vertrouwelinge, vriendin en -mogelijk- maîtresse van de Oostenrijkse keizer Frans Jozef I.
Schratt was de enige dochter van een kantoorboekhandelaar. Al op zesjarige leeftijd ontdekte ze haar liefde voor het theater. De poging van haar ouders om haar hier in te remmen, moedigde haar eerder aan. Als zeventienjarige debuteerde ze bij de theaterschool in haar geboorteplaats Baden. Daarna volgde een aanstelling bij het Hoftheater in Berlijn. Daar bleef ze slechts enkele maanden. Ze keerde terug naar Oostenrijk om te gaan werken bij het stedelijk theater. Niet lang daarna trad ze toe tot het Hofburgtheater en groeide in korte tijd uit tot een van de populairste actrices van Oostenrijk. In 1879 trouwde ze met de Hongaarse edelman Nicolaas Kiss de Itebe, met wie ze in 1880 een zoontje kreeg: Anton Kiss. 
In het Hofburgtheater zag Frans Jozef haar voor het eerst, toen ze in 1883 de rol van Katharina speelde in De getemde feeks van William Shakespeare. Meteen daarop had ze -net als alle andere vaste acteurs van het Hofburgtheater, die immers in dienst waren bij het hof- een eerste audiëntie bij de keizer. De keizer was op slag verliefd op haar. In de tijd die daarop volgde bezocht de keizer, die voordien nooit een frequent schouwburgbezoeker was, regelmatig het Hofburgtheater. Dat was voor hem een gemakkelijke gang, omdat het theater vanuit zijn eigen woonvertrekken in de Hofburg te bereiken was.
In 1885 ontmoetten de keizer en Schratt elkaar weer en vanaf dat moment groeide een relatie, die zeer ondersteund werd door Frans Jozefs vrouw Elisabeth. Voor Elisabeth, die geen liefde meer voelde voor Frans Jozef, maar hem wel respecteerde en waardeerde, was het een troostrijke gedachte dat haar man gezelschap zou hebben wanneer zij -tijdens haar vele buitenlandse reizen - afwezig zou zijn. Of de liefde tussen Schratt en Frans Jozef ook daadwerkelijk werd geconsummeerd is onduidelijk. In de vele nagelaten brieven van de keizer aan Schratt wordt daar nooit op gezinspeeld. Wel is duidelijk dat de keizer zeer op haar gezelschap gesteld was. Hij nam haar regelmatig mee uit wandelen, gaf haar kostbare geschenken en kocht voor haar zowel in Wenen als in Ischl luxueuze behuizing. Het feit dat Elisabeth deze verhouding aanmoedigde, maakte ook de zaken aan het hof minder gecompliceerd. La Schratt kon immers regelmatig op bezoek komen en als Freundin der Kaiserin worden aangekondigd of geïntroduceerd. Na Elisabeths dood, in 1898, werd de relatie wat dat betreft ingewikkelder. Frans Jozefs dochter, Valerie trachtte zelfs haar vader aan te zetten tot een huwelijk met de zuster van Elisabeth, de inmiddels weduwe geworden gravin Mathilde Trani, opdat Schratt opnieuw zou kunnen optreden als die Freundin papa's Frau. Wat daar van zij, de keizer hertrouwde niet en kon - hoewel daar even sprake van leek te zijn - evenmin met Schratt trouwen, omdat die nog getrouwd was. De relatie tussen de keizer en de actrice bleef tot zijn dood in 1916 bestaan. 
Schratt was teleurgesteld dat de keizer haar niet in zijn testament bedacht had. Ze leefde vanaf 1916 tot haar dood in 1940 tamelijk sober, van de opbrengst van de verkoop van de verschillende geschenken die ze in de loop der jaren van de keizer had ontvangen.
- Bibliothèque nationale de France: cb11969702w (data)
- Gemeinsame Normdatei: 118759280
- International Standard Name Identifier: 0000 0001 1666 6956
- Library of Congress Control Number: n82055223
- Nationale Bibliotheek van Tsjechië: jn20000701617
- Nationale Bibliotheek van Israël: 987007267763605171
- Nationale Bibliotheek van Polen: a0000002772385
- Nederlandse Thesaurus van Auteursnamen: 189895845
- Système universitaire de documentation: 136312276
- Virtual International Authority File: 69724975
- WorldCat: E39PBJhhmCJBy7q3jQyYTC9Rrq